# Eleições na Luisiana
As eleições na Luisiana se realizam desde 1977 num sistema em que há uma eleição primária em que concorrem todos os candidatos a um cargo, independentemente de sua afiliação partidária. Caso um candidato obtenha a maioria dos votos (mais de 50% dos votos) ele é considerado eleito, caso contrário ocorre um segundo turno em que se enfrentam os dois candidatos mais votados, independentemente do partido.
As eleições são organizadas a cada quatro anos, no ano que precede a eleição presidencial dos Estados Unidos. São realizadas eleições separadas para os cargos de governador e vice-governador o que pode levar a eleição de políticos com diferentes afiliações. Por exemplo, na eleição que elegeu o governador Bobby Jindal que é  republicano também elegeu o vice-governador Mitch Landrieu que é democrata.